# دهستان پشت دربند
دهستان پشت دربند نام دهستانی در بخش مرکزی شهرستان کرمانشاه، استان کرمانشاه در ایران است. براساس سرشماری مرکز آمار ایران در سال ۱۳۸۵، جمعیت آن ۱۱۱۶۸ نفر (۲۶۰۰ خانوار) بوده‌است.